# Фундень (Ілфов)
Фундень, Фундені (рум. Fundeni) — село у повіті Ілфов в Румунії. Входить до складу комуни Доброєшть.
Село розташоване на відстані 5 км на північний схід від Бухареста, 139 км на південь від Брашова.

## Населення
За даними перепису населення 2002 року у селі проживали 2645 осіб, з них 2641 особа (99,8%) румунів. Рідною мовою 2641 особа (99,8%) назвала румунську.